# Jesús Prieto López
Jesús Prieto López (ur. w 28 sierpnia 1912 w Bodecangas, zm. 7 października 1934 w Oviedo) – hiszpański męczennik, ofiara wojny domowej w Hiszpanii w latach 1936-39, błogosławiony Kościoła katolickiego.

## Życiorys
Urodził się jako siódme dziecko w biednej rodzinie chłopskiej. Dzięki miejscowemu proboszczowi, który opłacił mu naukę, wstąpił do niższego seminarium duchownego w Valdediós. Po jego ukończeniu kontynuował swoją formację w wyższym seminarium duchownym w Oviedo. Został zamordowany poprzez rozstrzelanie w wieku 22 lat, gdy był alumnem III roku przez republikanów w czasie wojny domowej w Hiszpanii 7 października 1934 roku w Oviedo. 7 listopada 2018 papież Franciszek podpisał dekret o jego męczeństwie. Beatyfikacja jego i innych 8 kleryków–męczenników z Oviedo odbyła się 9 marca 2019.  